# Teitelbaum Mózes (újhelyi rebbe)
(Újhelyi) Teitelbaum Mózes (Przemyśl, 1759. – Sátoraljaújhely, 1841. július 16.) sátoraljaújhelyi rabbi, az újhelyi rebbe. A Teitelbaum rabbidinasztia atyja és Teitelbaum Mózes szatmári rebbe felmenője. A haszidizmus magyarországi népszerűsítője, követői az „öreg szent”-nek nevezték. Csodatévő gyógyításai révén vált híressé, messzeföldről is sokan zarándokoltak hozzá. Vele kapcsolatos városi legenda, hogy a gyermek Kossuth Lajost is meggyógyította.

## Életútja
Régi rabbicsaládból származott; a családnév a német Dattelbaum azaz datolyafa szóból ered. A család Iszerlesz Mózes krakkói rabbitól származtatja magát és több tudós tagja is volt. A lublini rabbinál és unokatestvérénél Szatrinovban végezte tanulmányait. 1784 vagy 1785-től sinavi rabbi. 1808-ban megválasztották Sátoraljaújhelyre rabbinak, ahol utána 33 éven át tanított. Egy fia született 1788-ban Eleazar, aki Máramarosszigeten lett rabbi. Az ő fia Jehudó Jekuniél nagyapját követve sátoraljaújhelyi rabbi lett, és ő adta ki nagyatyja munkáit. Teitelbaum Mózes Jesivájába messze földről jártak a tanulnivágyók. Nevéhez fűződik a haszidizmus (jámbor zsidó mozgalom) magyarországi népszerűsítése és elterjesztése. Hívei az öreg szentnek nevezték, és gyógyításai tették nevét igazán híressé.
Kámeákért messze földről hozzá zarándokoltak. Egy alkalommal megvádolták azzal, hogy zsidó elitélteknek adott olyan kámeákat, melyek segítségével megszökhetnek a börtönből. Ő azonban úgy védekezett, hogy azok az amulettek csak a démonoktól szabadítják meg őket és nem a fogságtól.
Gyógyításai túlmutattak a zsidó hitközség keretein, hiszen a városi legenda szerint Kossuth Lajost gyermekkorában édesanyja elvitte a rabbihoz. Ő nemcsak meggyógyította a beteg gyermeket, hanem megjósolta későbbi életútját is. Más történet szerint Kossuth sátoraljaújhelyi gimnazista korában kereste fel a rabbit, aki megáldotta és azt mondta: „Olyan leszel, mint aki meglátta az égő csipkebokrot. A szavad kiáltani fog, a seregek Ura naggyá tesz, és hosszú életet ad neked Bábel vizei mellett”.

## Emlékezete
Halála után sokan felkeresték sírját, az 1920-as években még a csehszlovák határt is megnyitották, és halálának évfordulóján határátlépő nélkül lehetett oda látogatni. A sátoraljaújhelyi zsidó hitközség, köszönhetően munkásságának is sokáig virágzott és a második világháború előtt már mintegy 4000 tagot számlált. A holokauszt során azonban Zemplén szinte teljes zsidóságát elveszítette, és ma már csak néhány főből áll a közösség. A városba vezető 37-es út mentén, a dohánygyárral szemközt már messziről látható a betonkerítéssel körülvett több száz éves zsidótemető. Az előtérből néhány lépcső vezet Teitelbaum Mózes nyughelyéhez az úgynevezett óhelhez. A sír ma is a haszid zsidók zarándokhelye.

## Írásai

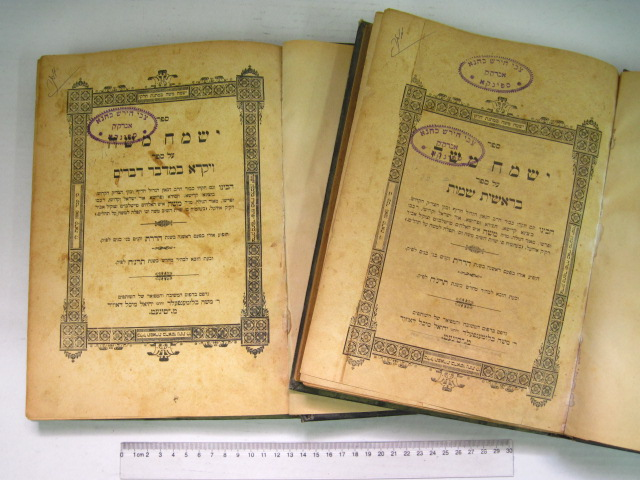
1898-ban kiadott Jiszmách Móse

- Jiszmách Móse, kommentár a Tórához, a prófétákhoz és a példabeszédekhez;
- Tefiló le-Móse, kommentár a Zsoltárokhoz;
- Jósir Móse, kommentár az Énekek Énekéhez;
- Kelil tiferesz, kommentár Rúthoz;
- Evel Móse, kommentár a Siralmakhoz;
- Mor ulvónó, kommentár Kohelethez;
- Oszisz szimoni, kommentár Eszterhez;
- Hésiv Mósa, responzumok, megjegyzések a kódexekhez;
- Jén hore kach, kommentár az Agádákhoz;
- Suach szefunim, kommentár az imakönyvhöz;
- Tocháchász chájim, erkölcsprédikációk;
- Avkasz rochél, pótlások.